# Завичајни музеј Алексинац
Завичајни музеј Алексинац је основан одлуком СО Алексинац 24. новембра 1963. године.
Седиште музеја се налази у улици Душана Тривунца број 7, а стална поставка у старој градској кући у улици Момчила Поповића бр.20, најстаријој кући у граду. Као зграда Завичајног музеја проглашена је 1985. године спомеником културе. У њој се чува преко 5ооо експоната распоређених у археолошку, нумизматичку, историјску, етнолошку, уметничку и природњачку збирку, што га сврстава у категорију музеја комплексног типа.
Од 2009. године музеј издаје свој годишњак „Караџић“ – часопис за историју, етнологију, археологију и уметност настављајући традицију етнолога Тихомира Ђорђевића који је још 1899. године у Алексинцу покренуо истоимени часопис.

## Градска кућа
Зграда Завичајног музеја у Алексинцу, позната као градска кућа, по својим карактеристикама, почев од старости, аутентичности и реткости до естетских, културних и друштвено-историјских вредности, културно је добро под заштитом и има статус споменика културе. Стилски ову кућу везују за турски период градње, што наводи на закључак да је саграђена пре 1833. године. Као први познати власник куће помиње се 1839. године Анастас Шпартаљ, трговац који до 1863. године постаје један од најбогатијих људи у Алексинцу. Породица Шпартаљ живела је у овој кући до 1934. године.

## Етнолошка збирка
Етнолошка збирка, која је по броју предмета највећа, подељена је на предмете који припадају градској односно сеоској култури с краја XIX и почетка XX века углавном сакупљане на читавој територији Алексиначког Поморавља која поред саме вароши обухвата и сеоска насеља распоређена у плодној моравској равници и потпланинској зони Јастрепца, Буковика и Лесковика.
Према броју и разноврсности предмета издвајају се подзбирке: накита (пафте, минђуше, прстење, тепелуци); предмета од текстила (ћилими, „домаћице“, гобленско ткање); народних ношњи (кошуље, јелеци, либада, завијаче); металног и дрвеног покућства као и посуда од керамике.
Посебну збирку чине обредни хлебови употребљавани у ритуалне сврхе о Божићу и другим празницима, врло разноврсни како по облику тако и по називима.
У сталној поставци музеја приказани су ентеријер градске куће из друге половине XIX века и импровизовано сеоско огњиште са покућством XIX и прве половине XX века.